# Ungern i olympiska sommarspelen 1956
Ungern deltog med 108 deltagare vid de olympiska sommarspelen 1956 i Melbourne. Totalt vann de nio guldmedaljer, tio silvermedaljer och sju bronsmedaljer. Deltagandet skedde strax efter Ungernrevolten, och präglades bland annat av den så kallade blodet i vattnet-matchen under vattenpoloturneringen.

## Medaljer

### Guld
- László Papp - Boxning, lätt mellanvikt.
- Rudolf Kárpáti - Fäktning, Sabel.
- Attila Keresztes, Aladár Gerevich, Rudolf Kárpáti, Jenö Hamori, Pál Kovács och Dániel Magay - Fäktning, Sabel.
- Andrea Molnár-Bodó, Erzsébet Gulyás-Köteles, Ágnes Keleti, Alice Kertész, Margit Korondi och Olga Lemhényi-Tass - Gymnastik, portabla redskap.
- Ágnes Keleti - Gymnastik, barr.
- Ágnes Keleti - Gymnastik, bom.
- Ágnes Keleti - Gymnastik, fristående.
- János Urányi och László Fábián - Kanotsport, K-2 10000 meter.
- Antal Bolvári, Ottó Boros, Dezső Gyarmati, István Hevesi, László Jeney, Tivadár Kanisza, György Kárpáti, Kálmán Markovits, Mihály Mayer, István Szívós och Ervin Zádor - Vattenpolo.

### Silver
- Imre Polyák - Brottning, Grekisk-romersk stil, fjädervikt.
- József Kovács - Friidrott, 10 000 meter.
- Sándor Rozsnyói - Friidrott, 3 000 meter hinder.
- Bela Rerrich, Ambrus Nagy, Barnabas Berzsenyi, Jozsef Marosi, József Sákovics och Lajos Balthazár - Fäktning, värja.
- Andrea Molnár-Bodó, Erzsébet Gulyás-Köteles, Ágnes Keleti, Alice Kertész, Margit Korondi och Olga Lemhényi-Tass - Gymnastik, mångkamp.
- Ágnes Keleti - Gymnastik, mångkamp.
- István Hernek - Kanotsport, C-1 1000 meter.
- János Parti - Kanotsport, C-1 10000 meter.
- Ferenc Hatlaczky - Kanotsport, K-1 10000 meter.
- Éva Székely - Simning, 200 meter bröstsim.

### Brons
- Gyula Tóth - Brottning, Grekisk-romersk stil, lättvikt.
- Lajos Somodi, Jozsef Gyuricza, Endre Tilli, Jozsef Marosi, Mihaly Fülöp och József Sákovics - Fäktning, florett.
- Olga Lemhényi-Tass - Gymnastik, hopp.
- Károly Wieland och Ferenc Mohácsi - Kanotsport, C-2 1000 meter.
- Imre Farkas och József Hunics - Kanotsport, C-2 10000 meter.
- Lajos Kiss - Kanotsport, K-1 1000 meter.
- György Tumpek - Simning, 200 meter fjäril.